# OK Gränsen
OK Gränsen är en idrottsklubb i Habo och Bankeryd som utövar orientering och längdskidåkning. Klubben bildades 1949. Namnet syftar på gränsen mellan Västergötland (där Habo ligger) och Småland (där Bankeryd ligger). Sedan år 1983 är OK Gränsens säte i Gränsenstugan utanför Habo. Per Sterner är 2023 ordförande i orienteringsklubben.